# HC Leerdam
HC Leerdam is een Nederlandse hockeyclub uit de Utrechtse plaats Leerdam.
De club werd opgericht op 6 oktober 1977 en speelt op Glaspark. De club heeft in het seizoen 2022/23 geen standaardteams in de bondscompetities van de KNHB.